# Santa Rosa (Uruguay)
Santa Rosa ist eine Stadt in Uruguay.

## Geographie
Sie befindet sich im nördlichen Teil des Departamento Canelones in dessen Sektor 13. Santa Rosa liegt dabei östlich der Departamento-Hauptstadt Canelones, südwestlich von San Bautista, südöstlich von San Antonio und nördlich von Sauce. Von Norden nach Südwesten erstreckt sich östlich der Stadt die Cuchilla Grande. Im Norden fließt in rund zwei Kilometern Entfernung der Arroyo Canelón Grande von Osten nach Westen. Dieser linksseitige Nebenfluss des Río Santa Lucía wird dabei etwa drei Kilometer westlich der Stadt von dem Bach del Cementerio linksseitig gespeist, nachdem letzterer flussaufwärts zuvor den südlichen Stadtrand Santa Rosas gebildet hat.

## Geschichte
Am 15. Mai 1925 wurde Santa Rosa durch das Gesetz Nr. 7.837 in die Kategorie "Villa" eingestuft.

## Infrastruktur

### Bildung
Santa Rosa verfügt mit dem 1952 gegründeten Liceo de Santa Rosa "Dr. Loreto Daniel Vidart" über eine weiterführende Schule (Liceo). 2008 wurden an der Schule 399 Schüler unterrichtet.

### Verkehr
Durch die Stadt führen die Straße Ruta 6 und die Bahnstrecke Toledo–Rio Branco.

## Einwohner
Die Einwohnerzahl von Santa Rosa beträgt 3727 (Stand: 2011).
| Jahr | Einwohner |
| ---- | --------- |
| 1963 | 2439      |
| 1975 | 2726      |
| 1985 | 2808      |
| 1996 | 3263      |
| 2004 | 3660      |
| 2011 | 3727      |

## Persönlichkeiten
- Yamandú Orsi (* 1967), Lehrer und Politiker